# Národní park Yedigöller
Yedigöller je národní park nedaleko města Bolu v severozápadním Turecku. Park byl vyhlášen 29. dubna 1965 a má rozlohu 2019 hektarů. Nadmořská výška se pohybuje okolo 900 metrů. Název „Yedigöller“
znamená „sedm jezer“.
Zachovaly se zde původní lesy, v nich rostou buky, duby, lísky, habry, olše, borovice a smrky. K zástupcům místní fauny patří medvěd hnědý, jelen evropský, prase divoké, kočka bažinná a vydra říční. Místní potoky a jezera jsou bohaté na ryby, v roce 1969 zde byl jako na prvním místě v Turecku zahájen umělý chov pstruhů.
Na území parku se nacházejí kempy a restaurace pro návštěvníky, na kopci Kapankaya byla vybudována rozhledna. V zimě je oblast navštěvována lyžaři, vyhlášené jsou také místní léčivé termální prameny.

## Seznam jezer
- Büyükgöl
- Nazlıgöl
- Deringöl
- Seringöl
- Kurugöl
- İncegöl
- Sazlıgöl